# Заудита
Заудита (ге'ез ዘውዲቱ) или Аскала Мајрам (Ејерса Горо, Харар, 29. април 1876 — Адис Абеба, 2. април 1930) била је царица, негуш негасти, Етиопије у периоду 1916—1930. Остала је упамћена као противница реформи које је иницирао Тафари Маконен (потоњи цар Хајле Селасије).

## Младост
Рођена је као најстарија ћерка краља Шое, Менелика, будућег цара Менелика II и принцезе Абеше. Пошто јој је мајка умрла млада, одгајиле су је маћехе Бафану и Тајту Бетул.
Удали су је 1886, као десетогодишњу девојчицу, за раса Араја Селасија Јоханеса, сина и наследника цара Јоханеса IV. Араја је умро 1888, а пошто нису имали деце Заудита се вратила на двор свога оца у Шоу.
После два краћа брака удала се за раса Гугсу Велеа нећака своје маћехе Тајту Бетул. Овим браком учврстила је своје (и дотад добре) односе са маћехом.

## Успон на престо
Цар Менелик II је умро 1913, а наследио га је праунук Јасу V, син Заудитине сестричине. Због страха од нестабилности министри нису објавили вест о смрти цара Менелика, а млади цар Јасу није ни крунисан. Током своје трогодишње владавине стекао је непријатеље међу министрима, аристократијом, а против њега је стала и Етиопска оријентално-православна црква. Дана 27. септембра 1916. Савет министара и Црква су службено објавили смрт цара Менелика II и свргавање цара Јасуа V, а за царицу су прогласили Заудиту.
У почетку Заудита није владала сама, већ са братанцем расом Тафари Меконеном (будући цар Хајле Селасије) који је именован за Регента и старим врховним заповедником војске Хаптеом Гиоргисом Динагдеом.

## Владавина
Конзерватвна аристократија је начелно подржавала Заудиту, али јој је замрала емпатију према свргнутом цару Јасуу V. Двору се нису допадали ни царицина маћеха Тајту Бетул, а ни царичин супруг Гугса Веле, и све су чинили да их уклоне са двора. Тако је Гугсу Веле проглашен за управника једне удаљене провинције, и тако га склонили са двора. Одвојена од мужа и са сталним осећајем кривице због судбине Јасуа V, царица се све више удаљавала од владарских дужности и повлачила се у молитву и созерецање. За то време је почео раст утицаја Тафари Меконена, са чији су се ставови временом све више разликовали од царичиних. Тафари је тежио да модернизује Етиопију и да је уведе у светске токове, док се царица трудила да сачува етиопску традицију и старе вредности. Временом се Заудита потпуно повукла из политичког живота и посветила се вери, градећи бројне цркве у Етиопији. За то време Тафари Меконен је укинуо ропство и увео Етиопију у Лигу народа. То је довело до неуспешног покушаја рушења режима Тафари Меконена 1928. године. Након тога царица је била приморана да Тафара именује за краља (негуша), који је формално остао подређен царици. Међутим Тафари је због јаког утицаја на министре био стварни владар а царица само марионета у његовим рукама. Након тога је њен муж Гугса Веле подигао побуну у намери да помогне царици, али је поражен код Анкема 31. марта 1930. у бици са модернизованом војском Тафари Меконена.

## Смрт
Царица Заудита је умрла 2. априла 1930, два дана након погибије свог мужа. Зна се даје боловала од дијабетеса и тифуса, али је узрок смрти остао непознат. Према неким причама умрла је од шока и туге када је чула за мужевљеву погибију, док неки тврде да та вест није ни стигла до ње. Постоје пак и приче да су јој лечили тифус урањањем у хладну свету воду, као и гласине да је отрована.